# Tsimshiam
Tsimshiam es un grupo de nativos norteamericanos que viven en la Columbia Británica (Canadá), cerca de los ríos Nass, Skeena y en Alaska (Estados Unidos) en Annette Island.

## Situación actual
Son unos tres mil individuos que se reparten en tres tribus separadas: los Nishga, los Gitksan y los Tsimshian costeros. La mayor parte de estos últimos viven en bandas cerca de Prince Rupert y a lo largo del río Skeena. Trabajan en la industria local de silvicultura y en las fábricas conserveras de salmón (pez) de Prince Rupert. Han conservado su lengua relacionada con la lengua penutia, el sistema de clanes y la ceremonia del potlach, en la cual se intercambian regalos.

## Creencias y tradiciones
Según las creencias tsimshian, el espíritu del cuervo (una especie de sátiro, que emplea engaños y artimañas para lograr sus fines y que en ocasiones ayuda a los humanos) es un maestro del transformismo que puede quitarse sus ropas de pájaro para revelar su aspecto humano.
Solían realizar una ceremonia anual para celebrar la aparición de los primeros salmones. Las personas sagradas de mayor edad iban al río a saludar a los peces. Tras pescar algunos, los colocaban sobre una alfombrilla hecha con corteza de cedro, que llevaban a la casa del jefe de la tribu. Un chamán vestido de pescador encabezaba la procesión agitando una pluma de águila en la mano derecha y una especie de maraca en la izquierda. Al resto de la ceremonia podían asistir unos cuantos miembros elegidos de la tribu. Los salmones se colocaban sobre una tabla de madera de cedro, en torno a la cual un chamán daba cuatro vueltas antes de limpiar los pescados con un cuchillo hecho con conchas de molusco (se creía que usar uno de piedra o metal podía provocar violentas tormentas) para preparar una comida ceremonial. Así, el salmón (pez) era tratado con grandes honores, con la esperanza de que estas muestras de respeto garantizaran el regreso del salmón al año siguiente.